# Olcsa
Olcsa (Olcea), település Romániában, a Partiumban, Bihar megyében.

## Fekvése
Nagyváradtól délre, a Béli hegyek alatt,  Bélfenyér, Karaszó, Alsókocsoba, Pusztahodos és Bélkalocsa közt fekvő település.

## Története
Olcsa nevét 1552-ben említette először oklevél Olchya néven.
1587-ben Oltsia, 1692-ben Oltsa, 1888-ban Olcsa' néven írták.
A település már a 13. század végén a püspöki uradalomhoz tartozott.
1851-ben Fényes Elek írta a településről: "...Bihar vármegyében, hegyes vidéken, 618 óhitű lakossal, anyatemplommal. Határa 3680 hold...Régi prépostsági templomának alapkövei most is láthatók. A váradi deák püspök béli uradalmához tartozik."
Birtokosa a 20. század elején is az 1. sz. püspökség volt.
1910-ben 747 lakosából 15 magyar, 724 román volt. Ebből 725 görögkeleti ortodox volt.
A trianoni békeszerződés előtt Bihar vármegye Béli járásához tartozott.

## Nevezetességek
- Görög keleti temploma – 1862-ben épült.

## Hivatkozások

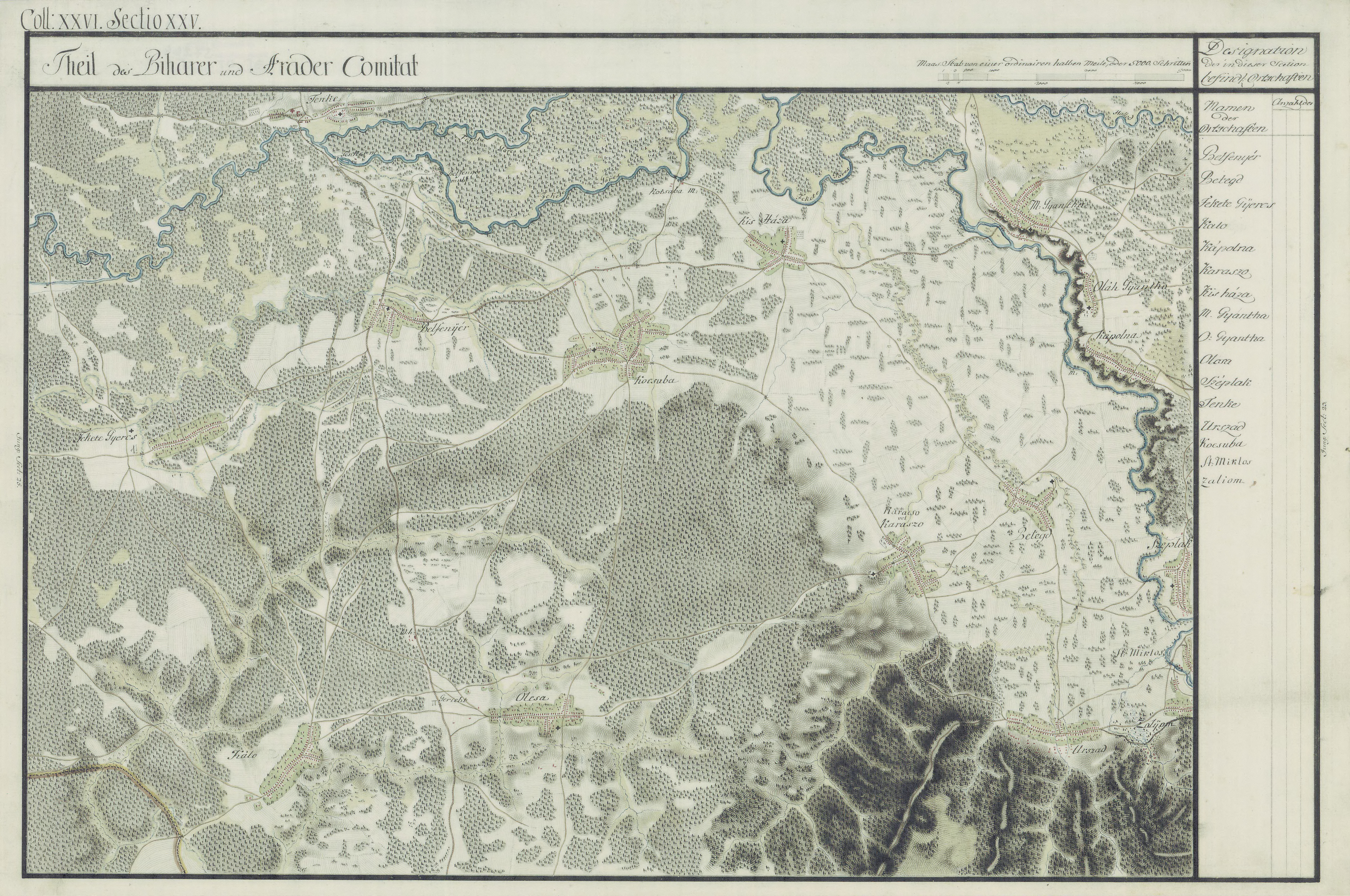
Olcsa egy régi térképen